# Desmia grandisalis
Desmia grandisalis là một loài bướm đêm trong họ Crambidae.